# جيمس روبنسون (سياسي)
جيمس روبنسون هو سياسي كندي، ولد في 6 مارس 1852 في كندا، وتوفي في 16 أكتوبر 1932 في كندا. حزبياً، نشط في حزب المحافظين الكندي. وقد انتخب عضو الجمعية التشريعية لنيو برونزويك ‏ وانتخب عضو مجلس العموم الكندي.